# Mesquita de Almonaster la Real
A mesquita de Almonaster la Real foi um oratório islâmico situado neste município espanhol da província de Huelva.
Foi construída durante o Califado de Córdova, entre os séculos IX e X, no interior do Castelo de Almonaster, sobre os restos de uma basílica visigoda do século VI, cujos materiais se foram reutilizados. Após a Reconquista cristã, foi convertida em ermida, sob a avocação da Imaculada Conceição, albergando desde então culto católico.
Trata-se de um conjunto histórico e artístico de um valor excepcional, por ser a única mesquita andaluzi conservada quase intata na Espanha numa zona rural, com a sobriedade e o recolhimento próprios destas construções. Com elementos romanos, califais e cristãos, foi declarada Monumento Nacional a 3 de junho de 1931, protegida de maneira genérica pelo decreto de 22 de abril de 1949 e pela Lei 16/85 sobre o Patrimônio histórico Espanhol. Atualmente compagina a sua função religiosa com a de centro cultural.

## Descrição

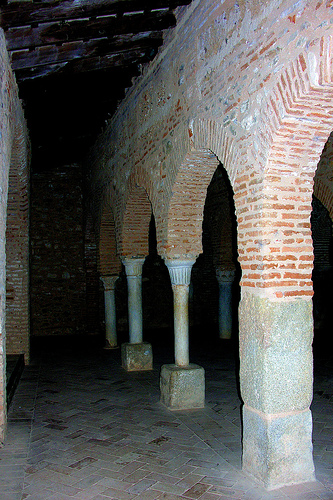
Colunas do interior

A mesquita encontra-se edificada numa colina que domina a povoação de Almonaster la Real. Está integrada num conjunto que compreende, além do oratório, uma antiga fortificação muçulmana anexa a uma praça de touros.
É uma construção de planta trapezoidal, forma provavelmente determinada pelo declínio do terreno. Observa-se na estrutura do templo uma organização clássica dos lugares de culto islâmico, distinguindo dois espaços separados: O pátio das abluções ou sahn e a sala de oração ou haram, formando uma área quadrada de cerca de onze metros de lado. A sala de oração consta de cinco naves de largura desigual. As suas arcadas, assim como as da Mesquita de Córdova, correm transversais à quibla. A nave central é mais larga que as duas seguintes, as quais, pela sua vez, são mais largas que as duas exteriores. Os trechos do lado sul são mais largos que os outros, resultando uma clara disposição em forma de letra "T". O pátio, na prolongação das duas naves ocidentais colaterais, está em parte escavado na rocha.
A fábrica do edifício é de tijolo, silhares de granito e alvenaria. Para a sua edificação utilizou-se material de acarreto como aras funerárias, colunas e capitéis romanos dos séculos I e II, bem como fragmentos visigóticos dentre os séculos V e VI, como uma lápide com epitáfio, um iconóstase, um ábaco e um dintel. Os arcos estão feitos de tijolo e repousam numa série de suportes heteróclitos. Alguns são fustes de colunas, outras são pilares de pedra.

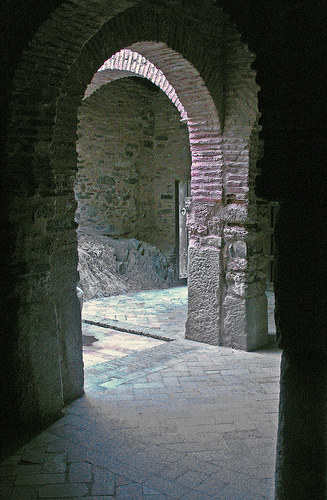
Pátio das abluções ou shan

O mirabe é um nicho profundo feito de tijolo e pedra de aparência arcaica, que perdeu o seu revestimento. A norte, fora do edifício, a oeste do mirabe, levanta-se um minarete de planta quadrada. É provável que a mesquita somente tivera uma entrada no primeiro trecho norte da nave central. A sua escassa luz recebia-se do pátio, a porta e três estreitas janelas ou frestas, duas delas à esquerda e à direita do mirabe.
Em época cristã à mesquita foi-lhe agregado uma abside no costado leste, a seguir uma sacristia e no costado oeste um pórtico. Com isso o edifício adquiriu um eixo central novo e, com ele, uma nova orientação litúrgica, correspondente à nova religião. Também se reconstruíram a velha porta e o costado norte. Na sala de oração foram descobertos dezesseis sepulcros sem data, enquanto na esquina nordeste se encontra uma grande pila.
Os historiadores da arte indicam que o forte caráter arcaico e rústico de todo o edifício, deve-se quer a que a mesquita foi construída no princípio do século IX, ou ao fato de ser uma "versão provinciana" das edificações da época dos califas. A hierarquização da sala de oração parece apoiar mais bem a segunda suposição.

## História

### Época romana e islâmica

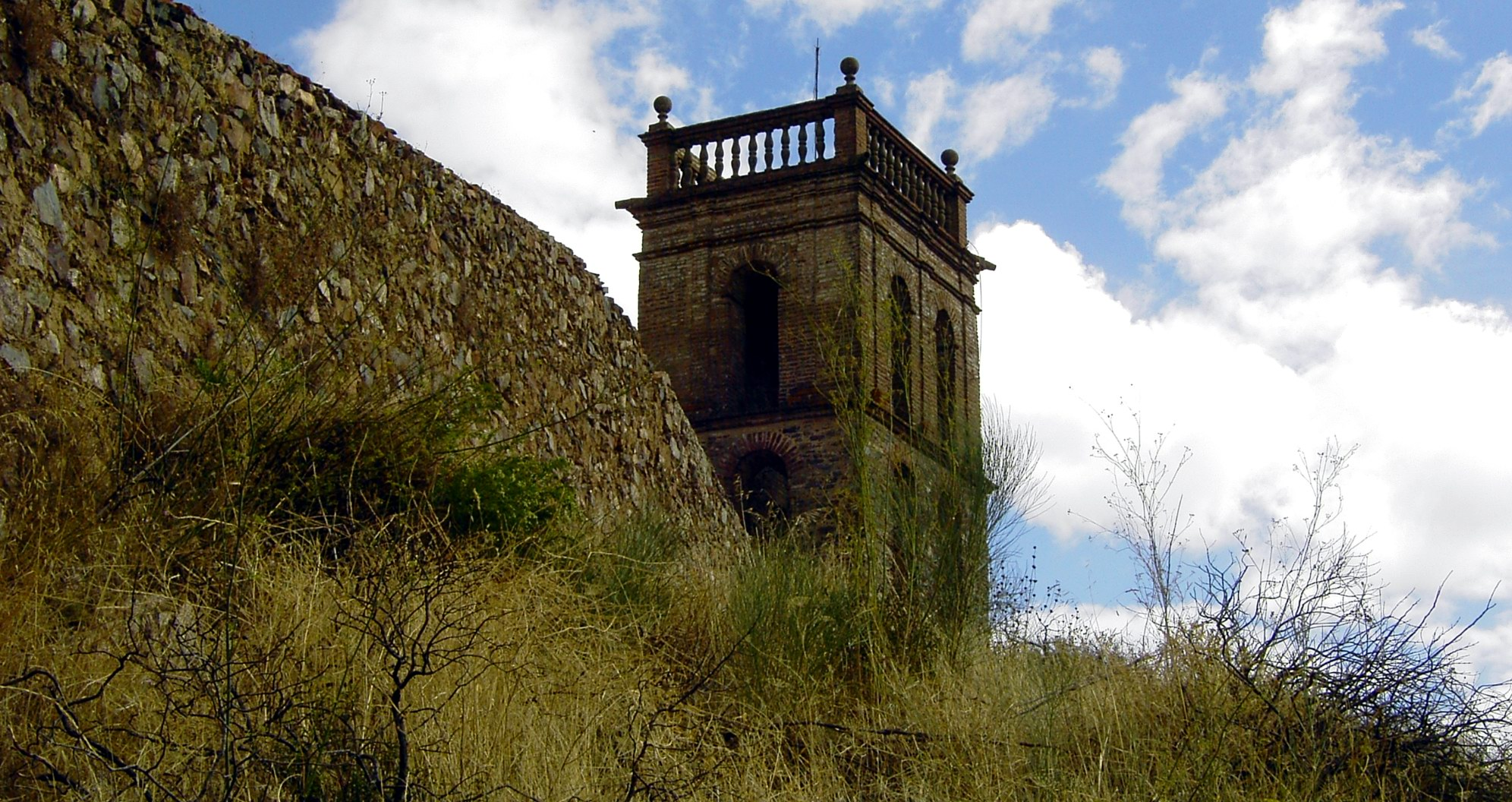
Lateral da mesquita. Construída sobre uma colina é parte integrante de um importante conjunto arquitetônico.

Na época romana parece que existiu no lugar um encrave militar junto a um edifício de caráter sagrado. No século VI foi convertido em mosteiro visigodo (daí o topônimo da localidade de Almonaster - Almunnastyr - O mosteiro) que desapareceu com a chegada dos muçulmanos à península Ibérica. A zona foi então conquistada pelo governador Abdalazize ibne Muça, assentando-se povoadores Berberes que dependiam dos valis de Córdova. O primeiro testemunho escrito sobre Almonaster é de 822, embora não se cite a existência da mesquita:
| “ | ... o Iqlim de al-Munastyr e os demais da kúra de Sevilha, recadaram mais de 35 000 dinares da gibaia. | ” |

A mesquita foi erigida, de novo plano, entre os séculos IX e X, sendo usados materiais das edificações romanas e visigodas preexistentes, tanto na estrutura quanto na decoração, sobretudo colunas e capitéis. Assim mesmo, foi rodeado o conjunto arquitetônico e o casario com uma cerca murada. Durante o Califado de Córdova, até a sua decomposição, o assentamento teve importância na zona, que manteve anos depois quando Almonaster se tornou parte do Reino Taifa de Badajoz. Com a invasão almóada esta zona lutou por se manter independente até caír em 1111.

### Época cristã e tempo presente

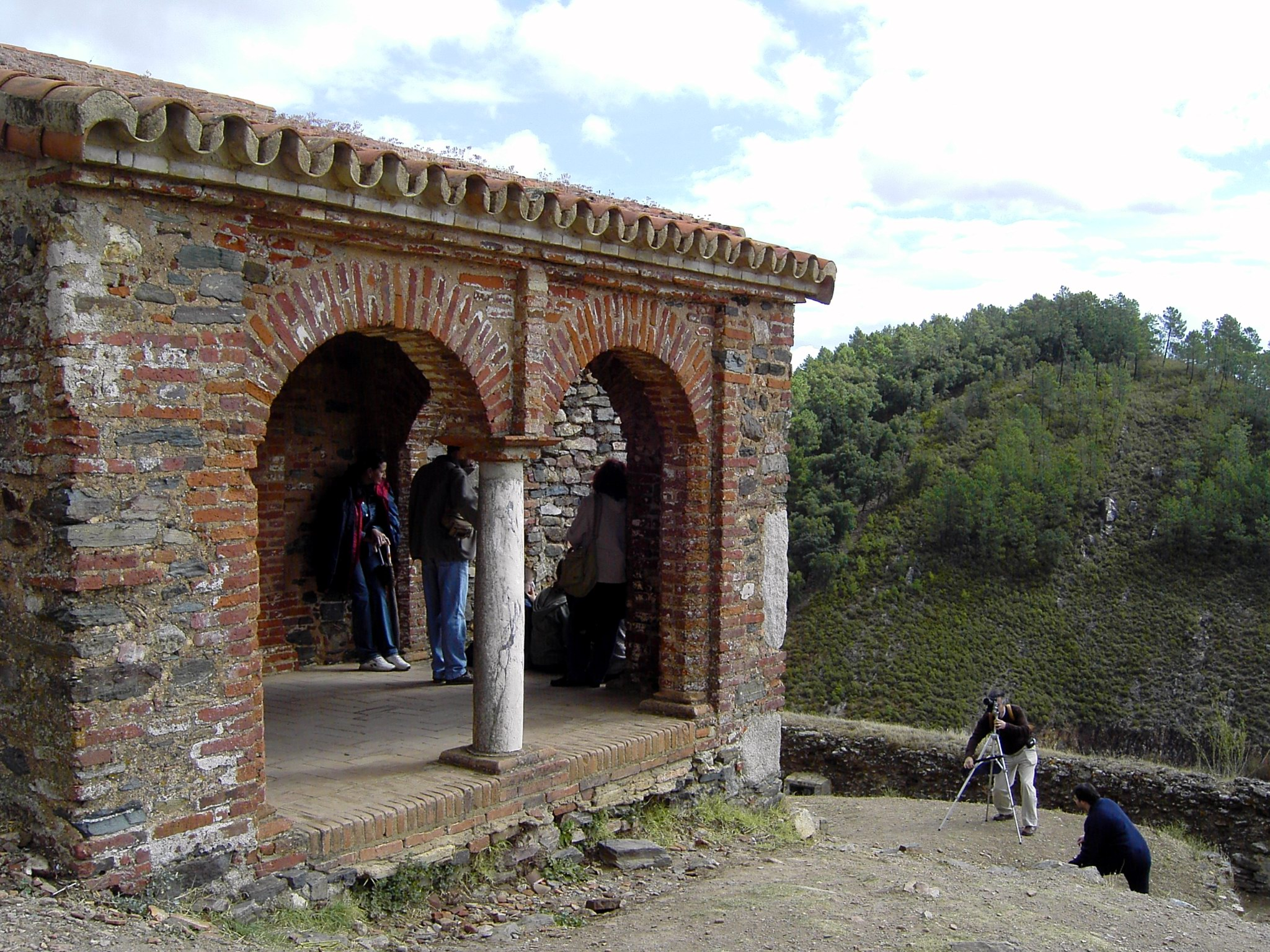
Pórtico de época cristã

Os cristãos reconquistaram Almonaster no século XIII, respeitando a mesquita e convertendo-a em ermida, sendo realizadas pequenas modificações ao longo dos anos posteriores. Em 1230, a Ordem Militar do Hospital, incorporou Almonaster e parte da serra ao Reino de Portugal, possibilitando a repovoação da zona. Contudo, não foi até 1253 que o papa Inocêncio IV, para evitar as disputas sobre o território do Algarve, incorporou a área a leste do Guadiana à Coroa de Castela, concretamente ao Reino de Sevilha, sob o senhorio eclesiástico do arcebispo de Sevilha.
Durante os séculos XIII e XIV, praticamente toda a população vivia resguardada atrás dos muros da fortificação, até deixar de ser praça defensiva no século XV. O Arcebispado de Sevilha deixou de prestar atenção preferente ao templo, levando-o a um lenta deterioração. Conservam-se documentos de 1583 que dão notícia do estado do templo, cifrando em 14 000 ducados o seu valor e denominando a mesquita como "antiga igreja de mouros". Ao converter-se em ermida, a mesquita provavelmente tomou o patrocínio de Santa Maria, pois no século XV o templo já aparece nomeado sob a advocação da Imaculada Conceição.
Atualmente, além de templo católico, o edifício funciona como centro cultural e de interpretação na localidade. Nesse senso, em ele celebram-se anualmente umas Jornadas Islâmicas, nas quais durante quatro dias se realizam várias atividades culturais. Estas jornadas intentam promover diferentes valores como o diálogo e a convivência numa sociedade intercultural como é a atual, além de criar atitudes de respeito e conservação do patrimônio histórico-cultural. Adicionalmente, durante esses dias a igreja-mesquita abre-se para a leitura do Corão e diversas amostras religiosas islâmicas.